# Castell de Ferro

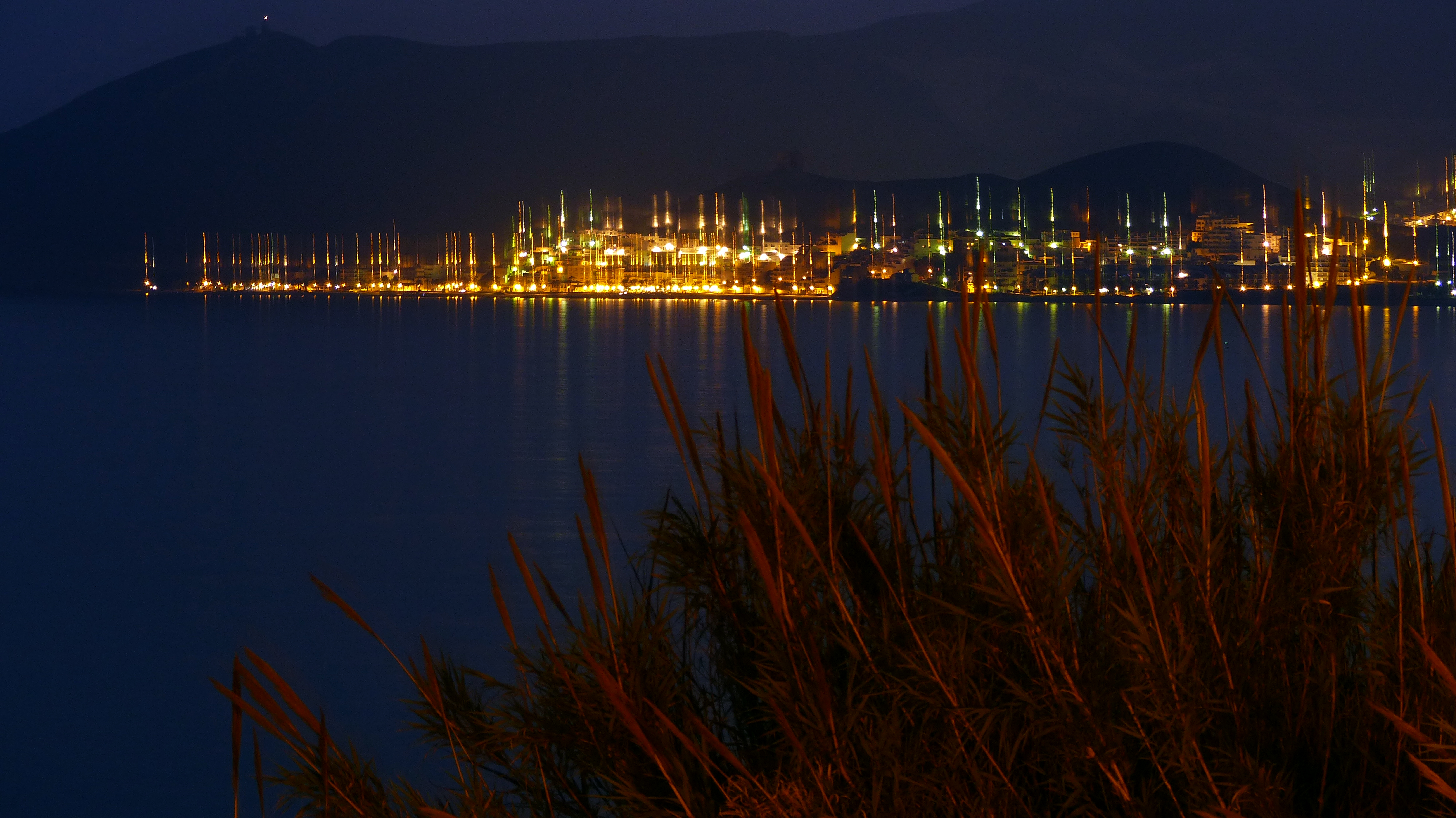
Vista de Castell de Ferro desde el mar

Castell de Ferro es una localidad española perteneciente al municipio de Gualchos, en la provincia de Granada, comunidad autónoma de Andalucía. Está situada en la parte central de la comarca de la Costa Granadina. Cerca de esta localidad se encuentran los núcleos de El Romeral, Los Carlos, Gualchos, Calahonda, El Lance y Casarones. En la actualidad es la capital municipal —sede del ayuntamiento— pese a existir la localidad que da nombre al municipio.
Castell de Ferro se encuentra entre numerosas y pequeñas calas que salpican la abrupta y escarpada Costa Granadina, situada al pie del cerro que corona su antiguo castillo, en medio de la amplia rambla de Gualchos.

## Toponimia
Hasta la primera mitad del siglo XIX el nombre mozárabe del pueblo era Castil de Ferro La segunda parte del nombre deriva de «Ferruch» (Castil-Ferruch), nombre que tenía en tiempos de la conquista de Granada según Pascual Madoz. También se escribía en ocasiones como «Fierro» (Castil de Fierro), forma castellana arcaica de «hierro».
Hay varias teorías sobre el origen del actual topónimo «Castell de Ferro»:
Según Mariano Martín García, el topónimo provendría del mozárabe. A principios del siglo XIX, durante la guerra de la Independencia española (1808-1814), se produjo una gran emigración de los habitantes de la localidad hacia Cataluña, de donde regresarían poco después acompañados por catalanes. Habría sido entonces cuando se produjo el cambio de «castil» a «castell», a raíz de la influencia del catalán «castell» («castillo»), nombre que se ha mantenido hasta la actualidad.
Según Manuel Sanchis Guarner, Castell de Ferro provendría de la evolución mozárabe autóctona, que conserva arcaísmos como la no diptongación de la Ě latina. No obstante, esto no explica la aparición, entre el siglo XVII y el siglo XIX, del sonido aproximante lateral palatal ([ʎ]) en «castell», considerando que el nombre usado hasta el siglo XVII era «castil», nombre sin dicho sonido. Diferente es el caso, por ejemplo, de otros topónimos como Ferreira, y en hidrónimos como Poqueira, donde, aunque se ha creído ver semejanzas con el gallego, es más probable que sean resultado de la evolución directa del mozárabe, entre otros motivos debido a su compatibilidad con la fonética castellana.
Aunque no quedaban mozárabes en el Reino de Granada, según Francisco Javier Simonet, el nombre con el que Ibn al-Jatib nombra el lugar en el siglo XIV era Marsal Ferruch. Sin embargo, el nombre por el que sería conocido en el siglo XVI por la población morisca era Sayena, mientras que los cristianos pasaron a llamarlo Castil de Ferro.
El topónimo Castell de Ferro no es originariamente catalán, ya que en su forma originaria Castil de Ferro ya existe en el siglo XVI, antes de cualquier posible influencia catalana. Más difícil es determinar el origen del topónimo y si ha habido influencia catalana en el paso de Castil a Castell.
La segunda parte del topónimo (ferro) muy probablemente no se refiere a ferrum 'fierro, hierro'. No es románico ni mozárabe, es una adaptación al castellano de una palabra árabe, adaptación que conlleva una etimología popular. A los conquistadores les "sonaba" como si fuera fierro o hierro o algo parecido.
Hay que señalar que no todos los lugares citados por el geógrafo árabe al-Idrisi se han podido identificar con yacimientos de los siglos X-XI, tal como ocurre con Balisana, la actual Melicena (Sorvilán), y Marsà-l-Firruy, correspondiente con Castell de Ferro. Ambos se situaban junto a ensenadas que podían ser utilizadas como fondeaderos, que en el último caso queda de manifiesto en el nombre que recibe (marsà 'puerto'), mientras que el calificativo firruy puede ser traducido por "hierro" o "seguro".
Es muy forzado aplicar esta metáfora a un puerto, más bien a una ensenada. Además parece gratuito deducir que es una voz románica, cuando en árabe tiene tres consonantes radicales claras. Si fuera una adaptación de ferro o fierro la ǧīm final no estaría presente, es absurdo añadir una consonante radical ociosa.
Posiblemente es un antropónimo; en la costa de Argelia existe una población turística llamada Sidi Ferruch (en adaptación francesa) o Sidi Fredj, lugar famoso en la historia de Francia pues allí se produjo el desembarco de la invasión de Argelia en 1830. También en Túnez hay un Sidi Feredj. Sidi Ferruch es sin duda un topónimo basado en antropónimo, como Sidi Ifni, que deriva de Sidi Alí n'Ifni. Además en la isla de Mallorca, municipio de Artá, se encuentra el Bec de Ferrutx (o Puig de Ferrutx) y no lejos de este pico el Cap Ferrutx. Subiendo al Puig está es coll de Faraig, posible antropónimo de origen.
En el siglo XVI que se afirma el uso del topónimo Castil de Ferro entre los cristianos. Una vez expulsados los moriscos es el único que se mantiene. La forma castil no debe ser más que un apócope de castillo. También hay quien dice que puede ser voz de origen árabe, asimismo debe haber quien piense que mozárabe, aunque resulte demasiado tardío y se dé incluso en zonas septentrionales donde no aparecen mozarabismos y son escasos los arabismos. Lo importante es que lo era puerto o ensenada de refugio ahora es una fortaleza, con otra dedicada a la vigilancia a muy poca distancia (Torre de Rijana), todo eso dentro de un extenso sistema de vigilancia de costa para evitar las temidas incursiones de piratas berberiscos. Nada tiene de extraño que una costa tan amenazada prácticamente se despueble, contando además con el vacío dejado por la población morisca expulsada.
A mediados del siglo XVIII, con un aumento general de la población y una mayor seguridad en la costa, Castil de Ferro empezó a ser un lugar atractivo, tanto por la riqueza pesquera como por la calidad del fondeadero, que permitía el comercio marítimo en una época en que las comunicaciones por tierra eran difíciles. Pascual Madoz en su Diccionario documenta que a mediados del siglo XIX la pesca era la principal actividad del lugar, y además que la mitad de los 120 000 reales que reportaba el beneficio de la pesca era para los “barcos pescadores que acuden de otros puntos, en particular de Cataluña”. Parece ser que algunos de estos catalanes, pescadores, pero también armadores y comerciantes, se establecieron definitivamente en la nueva población. Las tradiciones locales y la existencia de una calle de los Catalanes, así lo afirman. En aquel momento era una población próspera que proveía de pescado a una extensa zona y resultaba importante para a salida comercial de la pasa y otras mercancías (corcho, vino…). Como afirma el mismo Madoz: “En las estación de verano este pueblo es muy concurrido de la gente del interior, que llega a disfrutar de los baños del mar, y de las tripulaciones de los buques, que acuden al tráfico de los frutos del país.”

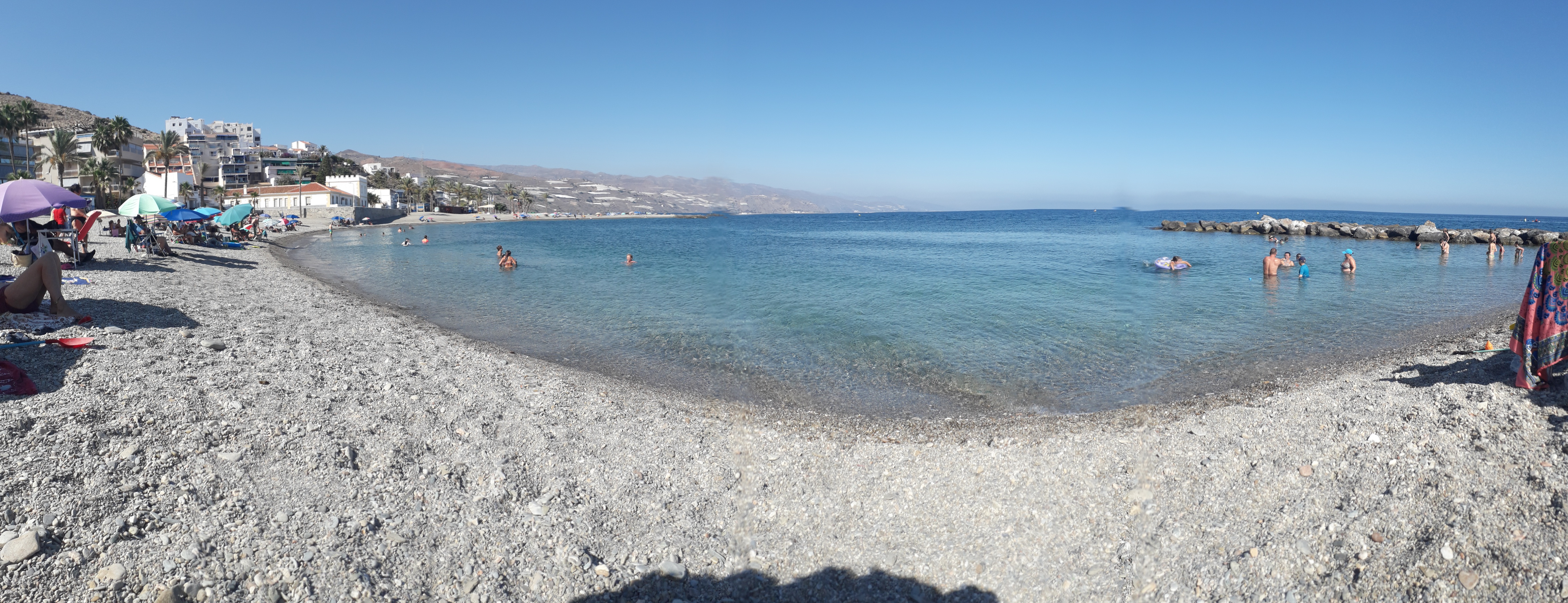
Playa de Castell

Los catalanes, pescadores o comerciantes, asimilaron el nombre de la población de manera espontánea y la pronunciaron como un topónimo catalán. Probablemente muchos de ellos no sabían castellano cuando llegaron al pueblo. Con el tiempo la forma híbrida Castel se hizo general entre los vecinos granadinos de la localidad y posiblemente entre los mismos inmigrantes catalanes cuando hablaban en castellano. Cuando los catalanes y sus descendientes se asimilaron lingüísticamente, la única pronunciación fue esta. Se trata de un cambio fonético mínimo y totalmente compatible con el sistema fonológico castellano, no pasa lo mismo con la lateral palatal final, ajena al sistema y difícil de pronunciar para a un castellanohablante sin cierta práctica. El Diccionario de Madoz, publicado en 1850, siempre se refiere a la localidad de su época como Castel de Ferro.
En el año 1857 se produce un hecho muy importante, Castell de Ferro será municipio independiente, aunque esa independencia durará poco. El nombre del nuevo municipio, próspero aunque de población no muy abundante (menos de 1200 habitantes) será Castell de Ferro, como consta en el Nomenclátor de 1858 y se ha mantenido hasta el día de hoy. Se supone que es el nombre que solicitaron los vecinos, que lo prefirieron al ya caduco Castil o al más moderno Castel. La presencia de catalanes probablemente fue decisiva, aunque se hace imposible saber las circunstancias concretas de la elección del nombre. De todas maneras lo que está bien claro es que el nombre no ha producido nunca rechazo entre los vecinos ni se ha intentado cambiar posteriormente. Es lógico interpretar que un nombre tan particular, formalmente catalán aunque por origen y pronunciación no lo sea, supuso una afirmación contundente de la personalidad diferenciada de los castellferreños y de su origen híbrido granadino y catalán.
El nombre de la cala (y torre) de Cambriles se puede relacionar con el Cambrils de la costa de Tarragona. Mientras Madoz registra ese nombre, el Nomenclátor de 1858 no lo hace pero en cambio cita Cambules como alquería de siete habitantes. Si se trata del mismo paraje, lo que parece probable, sería otro ejemplo de influencia catalana.

## Historia
Tras una frustrada rebelión de los moriscos, y su posterior expulsión, el pueblo desapareció. A finales del siglo XVIII vecinos de Gualchos acudieron a Castell de Ferro, surgiendo de la unión de estos con las familias de la guarnición militar de la fortaleza, la actual localidad de Castell de Ferro.
Hasta mediados del siglo XVIII dependió de Motril junto con el resto del municipio de Gualchos. Durante el último tercio del siglo XX experimentó una gran prosperidad económica gracias al turismo de costa. En 1857 se creó el municipio de Castell de Ferro, al segregarse de Gualchos, pero solo tres años después, en 1860 desapareció, al volver a integrarse en Gualchos.

## Demografía
| Gráfica de evolución demográfica de Castell de Ferro entre 1857 y 1857 |
| |
| Población de derecho según los censos de población del INE Población de hecho según los censos de población del INEEn 1857 aparece este municipio porque se segrega del municipio Gualchos En 1860 este municipio desaparece porque se integra en el municipio Gualchos |

Según el Instituto Nacional de Estadística de España, en el año 2022 Castell de Ferro contaba con 3078 habitantes censados, lo que representa el 58,16% de la población total del municipio.

#### Evolución de la población
| Gráfica de evolución demográfica de Castell de Ferro entre 2012 y 2022 |
|                                                                        |
| Datos según el nomenclátor publicado por el INE                        |

## Comunicaciones

### Carreteras
Las principales vías de comunicación que transcurren junto a esta localidad son:
| Identificador | Denominación                 | Itinerario                |
| ------------- | ---------------------------- | ------------------------- |
| A-7           | Autovía del Mediterráneo     | Algeciras - Barcelona     |
| N-340         | Carretera del Mediterráneo   | Cádiz - Barcelona         |
| GR-5206       | De A-4131 a Castell de Ferro | Rubite - Castell de Ferro |
| GR-5209       | De Motril a Castell de Ferro | Motril - Castell de Ferro |

Algunas distancias entre Castell de Ferro y otras ciudades:
| Ciudades | Distancia (km) |
| -------- | -------------- |
| Gualchos | 6              |
| Motril   | 23             |
| Granada  | 82             |
| Almería  | 91             |
| Jaén     | 173            |
| Murcia   | 308            |

## Servicios públicos

### Sanidad
Castell de Ferro cuenta con un centro de salud de atención primaria y urgencias situado en el camino del Transformador s/n, dependiente del Área de Gestión Sanitaria Sur de Granada. El área hospitalaria de referencia es el Hospital Santa Ana de Motril.

### Educación
Los centros educativos que hay en la localidad son:
| Denominación genérica                    | Nombre del centro      | Naturaleza | Dirección              |
| ---------------------------------------- | ---------------------- | ---------- | ---------------------- |
| Escuela infantil                         | EI 8 de Marzo          | Público    | Cno. del Albergue, s/n |
| Instituto de educación secundaria        | IES Sayena             | Público    | Ctra. de Gualchos, 10  |
| Colegio de educación infantil y primaria | CEIP Virgen del Carmen | Público    | Ctra. de Gualchos, 10  |

## Cultura

### Fiestas

#### Hogueras de San Juan
El 24 de junio de cada año se encienden hogueras para echar al fuego los enseres viejos y todo lo desagradable, de manera simbólica, que haya sucedido durante el año anterior. Las gentes se instalan en la playa, donde comen, cantan y beben y se bañan en el mar.

#### Fiestas a la Virgen del Carmen
Como pueblo marinero, festeja a su patrona, la Virgen del Carmen. Durante estos días festivos hay un amplio y divertido programa de actos en el que destacan la cabalgata de gigantes y cabezudos y el desfile de carrozas. Y sobre todo, la procesión marítima de la Virgen, seguida de un castillo de fuegos de artificio, con las bengalas y los cohetes saliendo desde la misma superficie del agua.